# Dirty Boots
„Dirty Boots“ byl třetí singl americké rockové skupiny Sonic Youth k albu Goo. Byl vydán pod vydavatelstvím DGC Records. Převážně se skládá z živě nahraných skladeb zahraných 3. listopadu 1990. K písni vyšel i videoklip režírovaný Tamra Davisem.

## Seznam skladeb
1. Dirty Boots – 4.49
2. White Kross (živě) – 5.06
3. Eric's Trip (živě) – 3.28
4. Cinderellas Big Score (živě) – 6.34
5. Dirty Boots (živě) – 6.13
6. The Bedroom (živě) – 3.37